# Koto

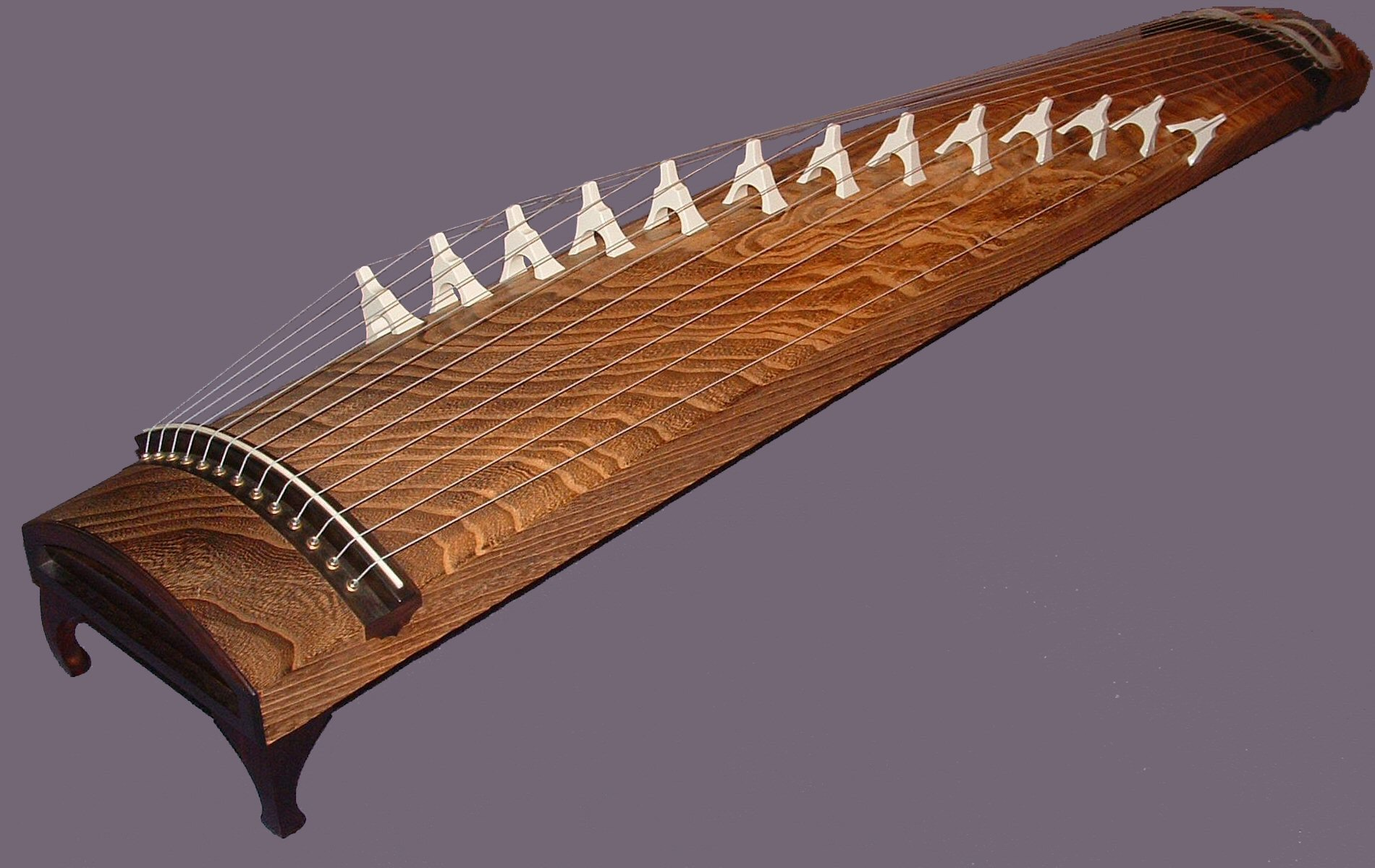
Japońskie 13-strunowe koto

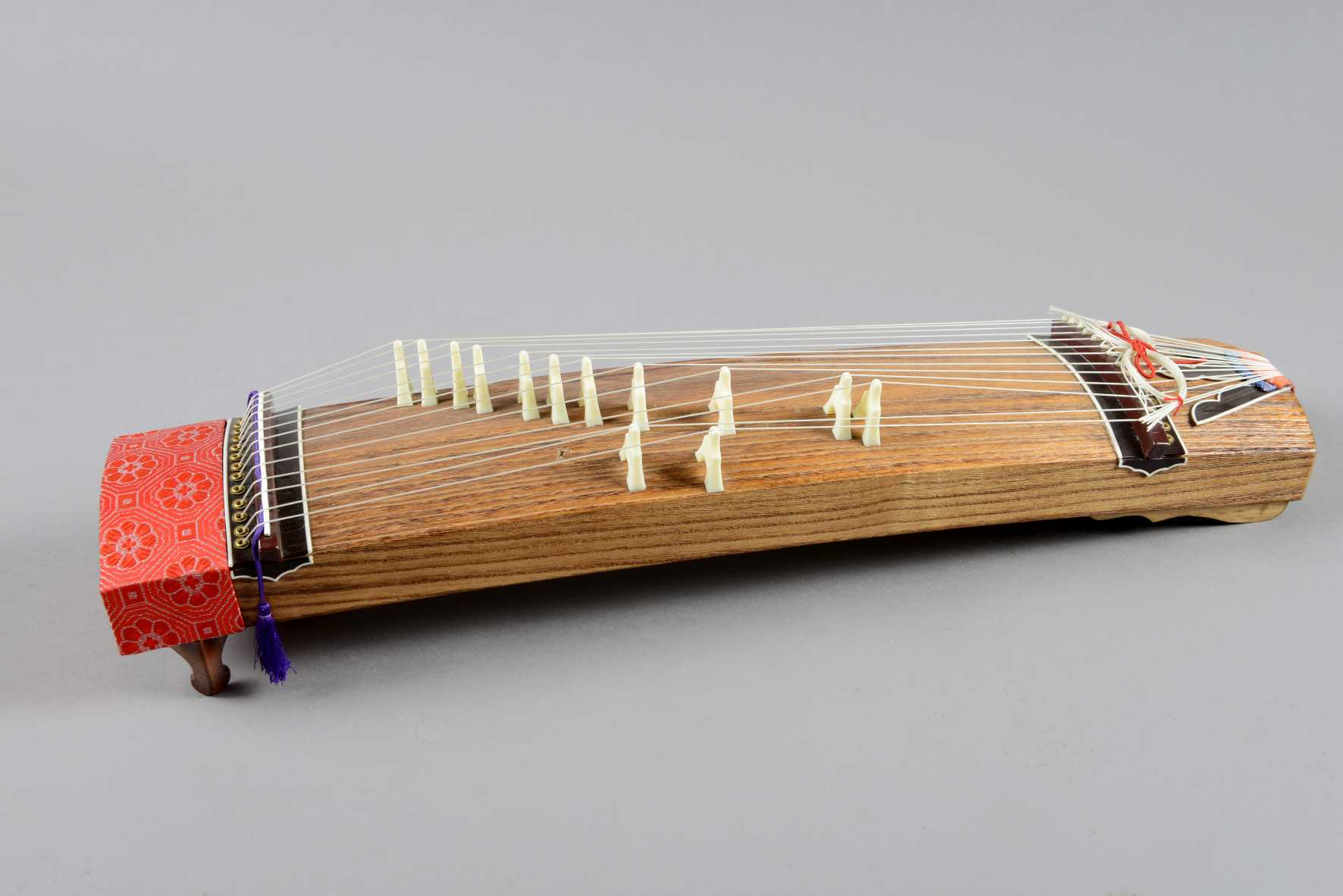
Cytra koto (miniatura), Japonia, 2. poł. XX w., Muzeum Azji i Pacyfiku w Warszawie

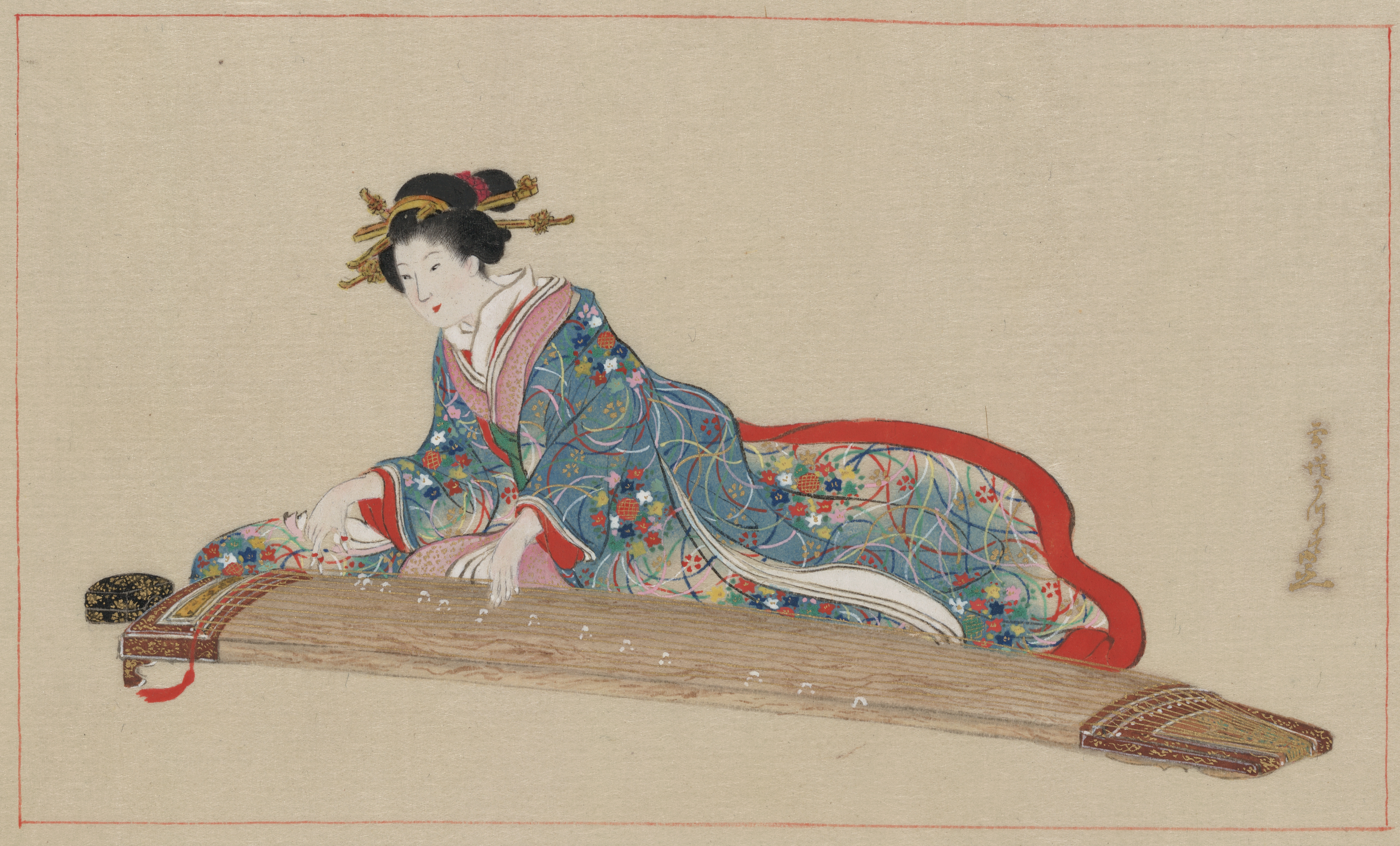
Settei Hasegawa (1819-1882), Kobieta grająca na koto, 1878 r.

Koto (jap. 箏 lub 琴) – tradycyjny japoński instrument muzyczny, należący do grupy chordofonów szarpanych, rodzaj cytry, narodowy instrument Japonii.

## Pochodzenie
Wiele tradycyjnych japońskich instrumentów muzycznych pochodzi z Chin. Tak też jest w przypadku koto, które zostało sprowadzone do Japonii około VII–VIII wieku. Jego pierwowzorem była chińska cytra guzheng, niewiele różniąca się od koto pod względem konstrukcyjnym. Początkowo na koto grano jedynie na dworze cesarskim. Wielkim innowatorem tego instrumentu stał się kengyō (tytuł honorowy najwyższej rangi przyznawany w dawnych czasach niewidomym muzykom dworskim, a także mistrzom akupunktury i masażu) Yatsuhashi (1614–1685) – niewidomy muzyk z Kioto, twórca nie tylko klasycznych kompozycji, lecz również nowych strojów i technik gry. Natomiast człowiekiem, który zaczął używać koto do wykonywania repertuaru europejskiego, był Michio Miyagi (1894–1956). Dokonał w ten sposób syntezy tradycji muzycznej Japonii i Zachodu.

## Budowa
Korpus instrumentu, o długości 180-200 cm, szerokości około 30 cm i grubości około 5 cm, zbudowany jest z dwóch, precyzyjnie przyciętych kawałków drewna paulowni. W spodniej części korpusu znajdują się dwa otwory rezonansowe. Wierzch jest wypukły, a na nim rozpięte jest zwykle 13 strun o równej długości. Dawniej były one jedwabne, obecnie ze względów praktycznych stosuje się przeważnie struny z tworzyw sztucznych. Pod każdą z nich znajduje się osobny, ruchomy podstrunnik – drewniany, kościany lub plastikowy – o kształcie zbliżonym do odwróconej litery Y. Przesuwanie podstrunników powoduje zmianę punktu oparcia poszczególnych strun. W ten sposób wydłużeniu lub skróceniu ulega długość rezonującej części struny, a zatem i wysokość dźwięku.

## Technika gry
Koto umieszczane jest poziomo na podłodze. Grający klęka lub siada na niskim stołeczku po prawej stronie instrumentu. Do szarpania strun używa trzech kwadratowych lub trójkątnych plektronów, zaopatrzonych w pierścienie i zakładanych na kciuk, palec wskazujący i środkowy prawej ręki. Lewa dłoń operuje po drugiej stronie ruchomych podstrunników, gdzie dociska poszczególne struny, dzięki czemu możliwe jest wydobywanie dźwięków chromatycznych oraz efekty typu wibrato.

## Strój
System ruchomych podstrunników czyni z koto instrument niezwykły pod względem stroju. Pozwala zniwelować oczywiste ograniczenia instrumentu, tak konstrukcyjne (liczba strun), jak i fizyczne (odporność strun na naprężenie). Stosuje się wiele strojów: różne odmiany, charakterystycznej dla muzyki azjatyckiej, pentatoniki, a także zachodnie skale diatoniczne. W praktyce wykonawczej, koto przestraja się wielokrotnie podczas koncertu, czasami nawet w trakcie wykonywania utworu. Najbardziej typowym strojem jest:
- hira-jōshi, w którym poszczególne struny tworzą szereg dźwiękowy: D, G, A, Bb, D, Eb, G, A, Bb, D, Eb, G, A (od najniższego).

Inne popularne stroje to:
- kokin-jōshi: D, G, A, C, D, Eb, G, A, C, D, Eb, G, A;
- kumoi-jōshi: D, G, Ab, C, D, Eb, G, Ab, C, D, Eb, G, A;
- gaku-jōshi: D, G, A, C, D, E, G, A, C, D, E, G, A.